# Сепинум
Сепинум (Saepinum) e древен град в Централна Италия. Намира се близо до днешния град Сепино, на около 20 км южно от град Кампобасо в провинция Кампобасо.
Първоначално е бил обитаван от самнитите и се е намирал на северозападния слкон на планината Мутрия.
През 293 пр.н.е. е завладян от римляните начело с Луций Папирий Курсор. Те преместват града в долината на река Тимарус (днес Тамаро) и го наричат Алтилия. През 89 пр.н.е. градът получава римското право като муниципиум, който принадлежи към Триба Волтиния.
От Сепинум произлиза сем. Нерации, което дава множество консули и юриста Луций Нераций Приск (суфектконсул през 87 и 97 г.).
През Ранното средновековие градът e напуснат. Създава се ново селище, близо до предишния самнитски Сепинум и то дава името на днешния град Сепино.

През 667 г. херцог Ромуалд I от Беневенто го дава заедно с други градове на каган (княз) Алцек за заселване на неговите прабългари.
- Porta Benevento (Saepinum romana)
- Forum (Saepinum romana)
- Epigrafe (Saepinum romana)